# Rugby Americas North Championship 2024
La Rugby Americas North Championship de 2024 fue la decimotercera edición del torneo que organiza la Confederación Norteamericana.
El torneo representó el regreso de la competencia luego de cinco años a consecuencia de la pandemia de COVID-19 y los primeros de cada grupo clasificaron al Rugby Americas North Championship 2025.

## Desarrollo
|  | Clasifica al Rugby Americas North Championship 2025 |

### Grupo A
| Pos. | Equipo            | Encuentros | Encuentros | Encuentros | Encuentros | Tantos  | Tantos    | Tantos     | Puntos bonus | Puntos totales |
| Pos. | Equipo            | jugados    | ganados    | empatados  | perdidos   | a favor | en contra | diferencia | Puntos bonus | Puntos totales |
| ---- | ----------------- | ---------- | ---------- | ---------- | ---------- | ------- | --------- | ---------- | ------------ | -------------- |
| 1.°  | Trinidad y Tobago | 2          | 1          | 0          | 1          | 49      | 27        | +22        | 2            | 6              |
| 2.°  | Guyana            | 2          | 1          | 0          | 1          | 27      | 49        | -22        | 0            | 4              |

| 27 de abril de 2024 | Trinidad y Tobago | 23 - 24 | Guyana |  |  |

| 22 de junio de 2024 | Guyana | 3 - 26 | Trinidad y Tobago |  |  |

### Grupo B
| Pos. | Equipo   | Encuentros | Encuentros | Encuentros | Encuentros | Tantos  | Tantos    | Tantos     | Puntos bonus | Puntos totales |
| Pos. | Equipo   | jugados    | ganados    | empatados  | perdidos   | a favor | en contra | diferencia | Puntos bonus | Puntos totales |
| ---- | -------- | ---------- | ---------- | ---------- | ---------- | ------- | --------- | ---------- | ------------ | -------------- |
| 1.°  | Jamaica  | 2          | 2          | 0          | 0          | 67      | 28        | +39        | 1            | 9              |
| 2.°  | Bermudas | 2          | 1          | 0          | 1          | 49      | 24        | +25        | 2            | 6              |
| 3.°  | Bahamas  | 2          | 0          | 0          | 2          | 19      | 83        | -64        | 0            | 0              |

| 18 de mayo de 2024 | Jamaica | 19 - 14 | Bermudas |  |  |

| 1 de junio de 2024 | Bermudas | 35 - 5 | Bahamas |  |  |

| 29 de junio de 2024 | Bahamas | 14 - 48 | Jamaica |  |  |

### Grupo C
| Pos. | Equipo                       | Encuentros | Encuentros | Encuentros | Encuentros | Tantos  | Tantos    | Tantos     | Puntos bonus | Puntos totales |
| Pos. | Equipo                       | jugados    | ganados    | empatados  | perdidos   | a favor | en contra | diferencia | Puntos bonus | Puntos totales |
| ---- | ---------------------------- | ---------- | ---------- | ---------- | ---------- | ------- | --------- | ---------- | ------------ | -------------- |
| 1.°  | Barbados                     | 2          | 2          | 0          | 0          | 173     | 7         | +166       | 2            | 10             |
| 2.°  | San Vicente y las Granadinas | 1          | 0          | 0          | 1          | 0       | 80        | -80        | 0            | 0              |
| 3.°  | Santa Lucía                  | 1          | 0          | 0          | 1          | 7       | 93        | -86        | 0            | 0              |

| 18 de mayo de 2024 | Barbados | 80 - 0 | San Vicente y las Granadinas |  |  |

| 8 de junio de 2024 | Santa Lucía | 7 - 93  | Barbados |  |  |
|                    |             | Reporte |          |  |  |

| 2024 | San Vicente y las Granadinas | Suspendido | Santa Lucía |  |  |

### Grupo D
| Pos. | Equipo       | Encuentros | Encuentros | Encuentros | Encuentros | Tantos  | Tantos    | Tantos     | Puntos bonus | Puntos totales |
| Pos. | Equipo       | jugados    | ganados    | empatados  | perdidos   | a favor | en contra | diferencia | Puntos bonus | Puntos totales |
| ---- | ------------ | ---------- | ---------- | ---------- | ---------- | ------- | --------- | ---------- | ------------ | -------------- |
| 1.°  | México       | 2          | 2          | 0          | 0          | 65      | 24        | +41        | 1            | 9              |
| 2.°  | Islas Caimán | 2          | 0          | 0          | 2          | 24      | 65        | -41        | 0            | 0              |

| 31 de mayo de 2024 | Islas Caimán | 10 - 20 | México |  |  |

| 7 de diciembre de 2024 | México | 45 - 14 | Islas Caimán |  |  |